# 고려인삼포럼
고려인삼포럼은 고려인삼의 성가제고와 인삼산업 진흥방안을 연구하고 인삼산업발전에 기여 목적으로 2002년 2월 26일 설립된 대한민국 농림축산식품부 소관의 사단법인이다. 사무실은 서울특별시 동대문구 제기동 1036, 인삼유통센터 구관 411호에 있다.

## 주요 사업
- 인삼산업발전에 필요한 주요관심사항 개발 및 연구지원
- 인삼산업체 및 유관단체간의 국내외 인삼관련 정보수집, 교환
- 수출ㆍ내수촉진을 위한 홍보 및 마케팅 전략지원
- 인삼산업발전을 위한 간담회 등 다양한 행사개최

## 회원 자격
- 본회 목적에 찬동하는 단체(기관) 또는 인삼산업발전에 관심이 있는 업체 및 개인